# اعلامیه حقوق زن و شهروند مؤنث

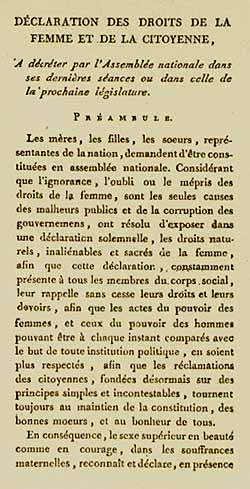
صفحه اول اعلامیه حقوق زن و شهروند مؤنث

اعلامیه حقوق زن و شهروند مؤنث ( فرانسوی: Déclaration des droits de la femme et de la citoyenne‎  </link> ) که به عنوان اعلامیه حقوق زنان نیز شناخته می شود، در 14 سپتامبر 1791 توسط فعال، فمینیست و نمایشنامه نویس فرانسوی الیمپ دگوژ در پاسخ به اعلامیه 1789 حقوق مرد و شهروند نوشته شد. دگوژ با انتشار این اعلامیه در 15 سپتامبر امیدوار بود که شکست های انقلاب فرانسه در به رسمیت شناختن برابری جنسیتی را افشا کند. در نتیجه نوشته‌های او (از جمله اعلامیه حقوق زن و شهروند مؤنث)، دگوژ به خیانت متهم، محاکمه و محکوم شد که منجر به اعدام فوری او به همراه ژیروندن ها شد.
اعلامیه حقوق زنان از این جهت حائز اهمیت است که توجه را به مجموعه‌ای از آنچه که بعداً به عنوان نگرانی‌های فمینیستی شناخته می‌شود، جلب کرد که در مجموع اهداف بسیاری از انقلابیون فرانسه و دیگر معاصران را منعکس و تحت تأثیر قرار دادند.

## زمینه تاریخی

### تلاش های گذشته در زمینه برابری
اعلامیه حقوق بشر و شهروند در سال 1789 توسط مجلس مؤسسان ملی در جریان انقلاب فرانسه به تصویب رسید. این اعلامیه که توسط مارکی دو لافایت تهیه و پیشنهاد شد، تصریح کرد که همه مردها "آزاد به دنیا آمده و از نظر حقوقی برابر هستند" و این حقوق جهانی است. اعلامیه حقوق بشر و شهروند به یک سند کلیدی حقوق بشر و فرمول بندی کلاسیک حقوق افراد در برابر دولت تبدیل شد.  این اعلامیه تناقضات قوانینی را که با شهروندان بر اساس جنسیت، نژاد، طبقه یا مذهب متفاوت رفتار می‌کرد، آشکار ساخت.  در سال 1791، مواد جدیدی به قانون اساسی فرانسه اضافه شد که حقوق مدنی و سیاسی را به پروتستان ها و یهودیانی که قبلا در فرانسه تحت آزار و اذیت قرار گرفته بودند، تعمیم داد.
در سال 1790، نیکلاس دو کندورسه و اتا پالم دالدرز از مجلس ملی خواستند تا حقوق مدنی و سیاسی را به زنان تعمیم دهد اما به نتیجه نرسیدند.  کوندورسه اعلام کرد که «هر مردی که بر علیه حق رای فردی دیگر ، با هر دین، رنگ یا جنسیتی، رای بدهد، درواقع حق رای خود را نفی کرده است».